# فولتا كاتالونيا 1949
فولتا كاتالونيا 1949 (بالإسبانية: Volta a Cataluña 1949)‏ هو سباق دراجات هوائية، وهو الموسم رقم 29 من السباق، وأقيم خلال الفترة 18 سبتمبر 1949، وحتى 25 سبتمبر 1949.
فاز فيه بالمركز الأول  Émile Rol ‏، وبالمركز الثاني  ميغيل بوليت، وبالمركز الثالث  Robert Desbats ‏.

## الفائزون
| الترتيب | الفائز          |
| ------- | --------------- |
| الفائز  | Emile Rol ‏      |
| الثاني  | ميغيل بوليت     |
| الثالث  | Robert Desbats ‏ |